# Charles van Tassel
Charles Van Tassel (New York, 1937 – Amsterdam, 4 januari 2013) was een van oorsprong Amerikaanse, later Nederlandse bas-bariton die vanaf 1975 in Nederland woonde.

## Leven en werk
Van Tassel maakte zijn debuut in 1965 met Contemporary Chamber Players onder leiding van Ralph Shapey. In 1968 startte hij met operarollen in Duitsland en vervolgens trok hij naar Nederland waar hij verbonden was aan het Opera Forum in Enschede. Hij vestigde zich in 1975 in Amsterdam en nam de Nederlandse nationaliteit aan. Zijn debuut bij De Nederlandse Opera maakte hij in 1982 in de rol van Jeletski in de opera Pique Dame van Pjotr Iljitsj Tsjaikovski.
Naast opera zong Van Tassel eveneens oratoria en verzorgde vele lied recitals zoals onder andere voor de vereniging Vrienden van het Lied.
Charles van Tassel was docent aan het Sweelinck-conservatorium, en leidde in die hoedanigheid bijvoorbeeld Johannette Zomer, Bert Luttjeboer en Marianne Selleger op.

### Privé
Van Tassel was getrouwd met Cecile Roovers en had drie kinderen.
- Bibliothèque nationale de France: cb142318066 (data)
- Gemeinsame Normdatei: 1026908566
- International Standard Name Identifier: 0000 0003 8354 9498
- Library of Congress Control Number: nr93013636
- MusicBrainz: 322e0d86-30c0-42d6-9573-ec6809b1eb21
- Nationale Bibliotheek van Israël: 987007347992205171
- Nederlandse Thesaurus van Auteursnamen: 072464690
- Système universitaire de documentation: 165540516
- Virtual International Authority File: 270459046
- WorldCat: E39PBJvcXCwbxjMGpYyGQBtdwC